# Тождество восьми квадратов
Тождество восьми квадратов — следующее тождество, выражающее произведение сумм восьми квадратов в виде суммы восьми квадратов:
{\displaystyle {\begin{aligned}(a_{1}^{2}+a_{2}^{2}+a_{3}^{2}+a_{4}^{2}+a_{5}^{2}+a_{6}^{2}+a_{7}^{2}+a_{8}^{2})\cdot (b_{1}^{2}+b_{2}^{2}+b_{3}^{2}+b_{4}^{2}+b_{5}^{2}+b_{6}^{2}+b_{7}^{2}+b_{8}^{2})=\\=(a_{1}b_{1}-a_{2}b_{2}-a_{3}b_{3}-a_{4}b_{4}-a_{5}b_{5}-a_{6}b_{6}-a_{7}b_{7}-a_{8}b_{8})^{2}+\\+(a_{2}b_{1}+a_{1}b_{2}+a_{4}b_{3}-a_{3}b_{4}+a_{6}b_{5}-a_{5}b_{6}-a_{8}b_{7}+a_{7}b_{8})^{2}+\\+(a_{3}b_{1}-a_{4}b_{2}+a_{1}b_{3}+a_{2}b_{4}+a_{7}b_{5}+a_{8}b_{6}-a_{5}b_{7}-a_{6}b_{8})^{2}+\\+(a_{4}b_{1}+a_{3}b_{2}-a_{2}b_{3}+a_{1}b_{4}+a_{8}b_{5}-a_{7}b_{6}+a_{6}b_{7}-a_{5}b_{8})^{2}+\\+(a_{5}b_{1}-a_{6}b_{2}-a_{7}b_{3}-a_{8}b_{4}+a_{1}b_{5}+a_{2}b_{6}+a_{3}b_{7}+a_{4}b_{8})^{2}+\\+(a_{6}b_{1}+a_{5}b_{2}-a_{8}b_{3}+a_{7}b_{4}-a_{2}b_{5}+a_{1}b_{6}-a_{4}b_{7}+a_{3}b_{8})^{2}+\\+(a_{7}b_{1}+a_{8}b_{2}+a_{5}b_{3}-a_{6}b_{4}-a_{3}b_{5}+a_{4}b_{6}+a_{1}b_{7}-a_{2}b_{8})^{2}+\\+(a_{8}b_{1}-a_{7}b_{2}+a_{6}b_{3}+a_{5}b_{4}-a_{4}b_{5}-a_{3}b_{6}+a_{2}b_{7}+a_{1}b_{8})^{2}.\end{aligned}}}

## История
Впервые открытое датским математиком Фердинандом Дегеном около 1818 года, это замечательное тождество было переоткрыто дважды: Томасом Грейвсом в 1843 году и Артуром Кэли в 1845 году. Кэли вывел его, работая над обобщением кватернионов, названным октонионами. В алгебраических терминах тождество означает, что норма произведения двух октонионов равняется произведению их норм: {\displaystyle \|a\cdot b\|=\|a\|\cdot \|b\|}.
Подобное утверждение верно для кватернионов («тождество четырёх квадратов»), комплексных чисел («тождество Диофанта — Брахмагупты — Фибоначчи») и действительных чисел.
В 1898 году Адольф Гурвиц доказал, что ни для 16 (седенионы), ни для любого другого количества квадратов, кроме 1, 2, 4 и 8, подобного тождества не существует.